# Kerguelenplatån
| Kerguelenplatån |
| --- |
| Batymetrin hos Kerguelenplatån. - Betydelse – undervattensplatå och kontinentalplatta i södra Indiska oceanen - Bakgrund – isolerad efter Gondwanas uppbrott för 130 miljoner år sedan - Relaterade artiklar – Kerguelen, Heard- och McDonaldöarna |

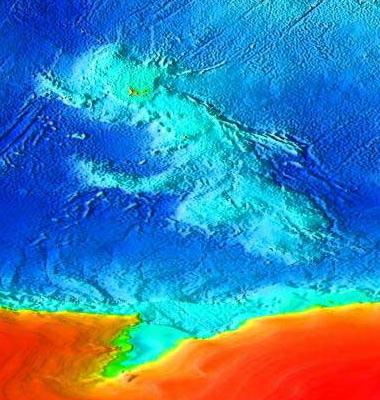
Kerguelenplatåns batymetri; den röda färgen längst ner är Antarktis.

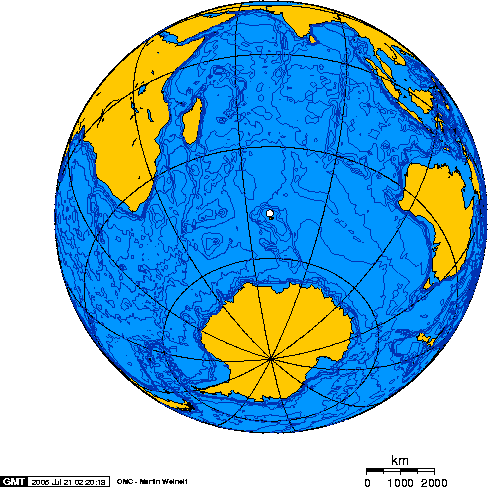
Kerguelenplatåns läge. Den vita pricken är Kerguelen.

Kerguelenplatån är en 2 000 km lång undervattensplatå på södra Indiska oceanens botten. Berggrunden utgörs av basalt, och platån har beskrivits som jordens längsta fortfarande aktiva supervulkan. Den utgör en sjunken mikrokontinent och är numera bunden till den antarktiska kontinentalplattan.

## Geografi
Platån fungerar som en mikrokontinent och sjunken kontinent, där endast Kerguelen och Heard- och McDonaldöarna bryter vattenytan. Den ligger cirka 3 000 kilometer sydväst om Australien och är nästan tre gånger så stor som Japan. Mot sydväst gränsar den till det Atlantisk-indiska bäckenet, ett djuphavsbäcken som breder ut sig mellan Afrika och Antarktis.
Kerguelenplatån är i sin största längd, från nordväst mot sydost, 2 000 kilometer. Delar av området är fortfarande vulkaniskt aktivt, och platån omnämns även som jordens längsta fortfarande aktiva supervulkan. Platån ses som en av jordens största vulkaniska provinser och täcker totalt en yta på 1,25 miljoner kvadratkilometer. Den reser sig i genomsnitt cirka 2 000 meter över de omgivande djuphavsbassängerna.
Undersökningar har visat att åtminstone delar av platån har en berggrund som motsvarar en kontinentalplatta.

## Geologi
Kerguelenplatån har varit plats för aktiv vulkanism sedan kritaperioden. Från 122 till 90 miljoner år sedan vällde basaltisk lava fram ur sprickor på havsbottnen, och så småningom nådde delar av platån över havsytans nivå. Fram till för cirka 90 miljoner år sedan motsvarade lavatillskottet i snitt cirka 20 cm/år, och efter denna period minskade eruptionsaktiviteten betydligt.
Idag finns spår av olika jordarter i platåns basalt, inklusive träkol från stora träd. Detta indikerar att stora delar av platån mellan 100 och 20 miljoner år sedan befann sig ovanför vattenytan. Under de senaste 60 årmiljonerna har dock de olika vulkanmassiven börjat sjunka, och det mesta av platån befinner sig numera på mellan 1 000 och 2 000 meter djup. Undantagen är de franska Kerguelen och de australienska Heard- och McDonaldöarna.
Platån har skapats av Kerguelens hetfläck, vilken bildades runt eller efter Gondwanas uppbrytande för cirka 130 miljoner år sedan.  Än idag finns viss vulkanisk aktivitet på Heard- och McDonaldöarna. Styrkan och långvarigheten hos hetfläcken kan bero på en kombination av en mantelplym (Kerguelenplymen) belägen under eller nära en aktiv mittoceanisk centralrygg. Indiska oceanen genomkorsas av tre mittoceaniska centralryggar, vilka fungerar som gränslinjer mellan tre kontinentalplattor: den afrikanska, den antarktiska och den australiska. Studier av basalten i Indien, Australien, Kerguelen och Antarktis visar på ett gemensamt ursprung som stärker teorin att dessa en gång hängde ihop i Gondwana.
Fram till för några miljoner år sedan var Kerguelenplatån belägen direkt ovanför den centralrygg som åtskiljer de antarktiska och australiska plattorna. Sedan dess har Kerguelenplattan avlägsnat sig mer än 100 mil åt sydväst, "ridande" på den antarktiska plattan. Parallellt har den vulkaniska aktiviteten har avtagit, på grund av det ökande avståndet till den underliggande magmareservoaren.

## Mikrokontinent
1971 kopplades Kerguelenplatån för första gången till ett kontinentalt ursprung.
Närvaron av jordlager inuti basalten inkluderar träkol och konglomerat av gnejs. Detta pekar på att området fungerat som en mikrokontinent under åtminstone tre olika perioder mellan 100 och 20 miljoner år sedan. Träkolet har tillkommit genom skogsbränder som förorsakats av blixtar eller lavaflöden.
Stora delar av de södra och centrala delarna av den nuvarande platån bildade under miljontals år en ö/mikrokontinent med en yta om cirka 500 000 kvadratkilometer. Större bergstoppar nådde sannolikt 1 000–2 000 meter över havet. Detta kan jämföras med dagens huvudö i Kerguelen, som är på drygt 7 000 kvadratkilometer och har den 1850 meter höga Mont Ross som högsta punkt.
Den här mikrokontinenten kan under den mittersta delen av krita ha varit täckt av en tät barrskog.
Studier av Kerguelenplatåns bildande har gett nya kunskaper om hur kontinenter i allmänhet blir till.

## Fauna
Under sydsommaren besöks vattnen vid den sydliga änden av platån av många migrerande kaskeloter, vik- och knölvalar. Dessa valar söker sig hit på grund av den stora tillgången på plankton, förorsakat av uppströmmande näringsrikt djupvatten. Denna vattenströmning är en följd av att Västvinddriften på grund av platåns läge här tvingas vika av mot söder.